# Cécile Drouet
Cécile Drouet est un personnage de fiction créé par la romancière Annie Jay. Elle est une héroïne de la série Complots à Versailles.

## Complot à Versailles, février 1676-septembre 1682
En février 1676, Cécile, enlevée par deux mercenaires, parvient à s'enfuir et manque de se noyer dans la Seine. Sauvée par Guillaume de Saint-Béryl, elle perd toutefois la mémoire à la suite de cet incident et est adoptée par Catherine Drouet, une guérisseuse. Elle grandit avec la jeune Pauline de Saint-Béryl et devient elle-même guérisseuse.
En 1682, quand Pauline doit se rendre à Versailles, Cécile l'y accompagne en qualité de femme de chambre et s'occupe de soigner les ouvriers qui travaillent sur le chantier du château. Après avoir été confondue avec une noble espagnole par une servante de la reine Marie-Thérèse, Cécile découvre un complot visant le petit-fils de Louis XIV. Elle et Guillaume tentent alors de le faire échouer.

## La Dame aux élixirs, automne 1682
En automne 1682, alors que son amie Pauline doit de nouveau affronter Athénaïs de Montespan, Cécile décide d'enquêter sur une femme se faisant appeler Madame Jouvence, une fabricante d'élixirs. Elle se fait embaucher dans la boutique et y fait la connaissance de Coraline et de Joao, les serviteurs de Madame Jouvence, tout en découvrant le monde des élixirs. 

## L'Aiguille empoisonnée, décembre 1682-janvier 1683
À l'approche de Noël, Cécile apprend la disparition d'une jeune couturière de sa connaissance, Agnès Bonneval. Cette disparition coïncide avec le vol des bijoux de la Reine. Il n'en faut pas plus pour faire accuser Agnès du crime. Cécile, persuadée de l'innocence de la jeune fille, mène alors son enquête avec Guillaume et le médecin Guy-Crescent Fagon.

## Description
Cécile Drouet est décrite comme étant une belle jeune fille d'environ quinze ou seize ans en 1682, mince, élancée, aux yeux bleu pervenche et aux cheveux d'un noir de jais.